# River of Dreams: The Very Best of Hayley Westenra
Albums de Hayley Westenra
Hayley Sings Japanese Songs
(2008) Hayley Sings Japanese Songs 2
(2009)
River of Dreams: The Very Best of Hayley Westenra est le huitième album d'Hayley Westenra, son quatrième album international.

## Description de l'album
Cet album contient quelques chansons de ses trois albums internationaux sortit chez Decca, Pure, Odyssey et Treasure ainsi que trois nouvelles chansons (quatre dans sa version néo-zélandaise).
Hayley explique que lorsqu'on lui a parlé pour la première fois de faire un best of, elle fut tout à fait surprise: « Au début j'ai pensé « Un album des meilleurs titres ? Allez, au moins laissez moi quelques années de plus ! ». Mais les impressions des fans m'ont fait comprendre qu'ils souhaitaient une simple rétrospective afin de pouvoir convertir leurs amis. J'aime aussi l'idée de combiner de nouvelles chansons avec d'anciennes. Ma voix s'est développée et j'apprends au fur et à mesure que j'avance à rentrer en profondeur dans les chansons et à ajouter une interprétation plus personnelle. »
Cet album s'est vendu à environ 100 000 exemplaires.

## Détails des chansons
(pour le détail des autres chansons, voir les précédents albums d'Hayley)
- Songbird : cette très jolie chanson est une reprise du titre de Fleetwood, rendu célèbre par Eva Cassidy. Hayley explique que « la version d'Eva est devenue très célèbre et que [sa] version n'est pas différente de [celle d'Eva], mais encore une fois, c'est ma propre marque sur la chanson. Nous l'avons enregistrée avec juste un piano et quelques cordes et j'ai vraiment apprécié l'interpréter phrase par phrase et réellement creuser au fond des paroles. Je suis très fière d'elle et j'espère que tout le monde l'aimera aussi. »
- Majesty (Here I Am) : Cette chanson est une reprise du titre composé par le groupe pop-rock chrétien britannique « Delirious? ». La version d'Hayley est plus soft que l'originale, moins rock.
- Ave Maria : après de nombreux Ave Maria et de nombreuses versions de celui de Bach et Gounod, Hayley livre enfin la « vraie » version de la pièce classique, en latin, dans sa tonalité originale et avec l'accompagnement prévu à l'origine c'est-à-dire le prélude de Bach joué au piano. Les fans ont massivement demandé cette version sur les forums ce qui a décidé Hayley à l'enregistrer et à l'inclure sur son best of.
- Now Is the Hour (Po Atarau) : cette très jolie chanson, souvent décrite comme une chanson traditionnelle maori, est en fait l'œuvre d'un australien, Clement Scott. À l'origine juste une mélodie, les paroles en maori ont été ajoutées ensuite (les paroles en anglais bien après encore) et la chanson était utilisée en guise d'adieu pour les soldats maori partant combattre durant la Première guerre Mondiale.

## Liste des titres
Version anglaise
1. Pokarekare Ana
2. River of Dreams
3. Dell' Amore Non Si Sa
4. Shenandoah
5. The Water Is Wide
6. Songbird
7. Both Sides Now
8. Ave Maria (Caccini)
9. Benedictus
10. Amazing Grace
11. Danny Boy
12. Summer Rain
13. Never Say Goodbye
14. O Mio Babbino Caro
15. May It Be
16. Ave Maria (Bach/Gounod)
17. Now Is The Hour

Version néo-zélandaise
1. Pokarekare Ana
2. River of Dreams
3. Dell' Amore Non Si Sa
4. Shenandoah
5. Who Painted The Moon Black?
6. The Water Is Wide
7. Songbird
8. Both Sides Now
9. Ave Maria (Caccini)
10. Benedictus
11. Amazing Grace
12. Danny Boy
13. Summer Rain
14. Never Say Goodbye
15. O Mio Babbino Caro
16. May It Be
17. Majesty
18. Ave Maria (Bach/Gounod)
19. Now Is The Hour

CD Bonus
1. Hine E Hine
2. Mary Did You Know?
3. Silent Night
4. Away In A Manger
5. Scarborough Fair
6. Abide with me
7. E Pari Ra
8. Santa Lucia
9. God Defend New Zealand

## Sources
River of Dreams Presse Kit